# Can Grasses (Ripollet)
Can Grasses és una masia a tocar del riu Ripoll afrontant a l'altra riba amb el Baricentro de Ripollet (al Vallès Occidental).

## Arquitectura
És una masia formada per planta baixa, pis i golfes, amb coberta de teula a dues aigües amb carener perpendicular a la façana, a dos nivells (més elevat el de la part de llevant, ja que les golfes només ocupen aquesta banda de l'edifici). La façana principal és asimètrica, amb diverses obertures allindades o d'arc de mig punt. Al cos central hi ha a la planta baixa, la porta d'accés d'arc de mig punt, amb finestra balconera allindanada al primer pis i quatre obertures d'arc de mig punt a les golfes. Adossada al mur de tancament hi ha l'antiga capella, d'una nau amb teulada a dues aigües.

## Història
El primer propietari conegut de Can Grasses és Ermenegildo Grasses, com testimonia un document de 1667, on queda constància de la consagració de la capella de la masia, a llaor de la Puríssima Concepció de la Mare de Déu.
La família Grasses, de la que desconeixem la procedència, van vendre finalment l'immoble i tota la finca agrícola el 1838 a la família Pons. La família Ginesta, descendents directes dels Pons, i que en són els actuals propietaris, van deixar la casa de Barcelona per passar a residir permanentment a la masia el 1974.